# Barnacken
Der Barnacken nahe Horn im nordrhein-westfälischen Kreis Lippe ist mit 446,4 m ü. NHN der höchste Berg des Teutoburger Waldes. Er liegt unweit der Nahtlinie dieses Mittelgebirges zum Eggegebirge, wird nach naturräumlicher Zuordnung teils aber auch zu letzterem Gebirge gezählt.

## Geographie

### Lage
Der Barnacken erhebt sich im Südosten des Teutoburger Waldes (Lippischer Wald genannt) im Naturpark Teutoburger Wald / Eggegebirge etwa 3 km westnordwestlich der im Silberbachtal an der Silbermühle gelegenen Nahtstelle zum nach Süden gerichteten Eggegebirge. Sein Gipfel liegt etwa 3 km südwestlich von Horn, einem südwestlichen Stadtteil von Horn-Bad Meinberg, und knapp 3,5 km (jeweils Luftlinie) nordöstlich von Kohlstädt, einem Ortsteil der Nachbargemeinde Schlangen.
Sein Nordnordostausläufer ist der Kleine Rigi (387,7 m), sein Ostausläufer der Kartoffelberg (ca. 385 m) und sein Westausläufer der Mordkopf (408,6 m); sie gehören zu Horn-Bad Meinberg. Sein Südausläufer ist der zur Gemeinde Schlangen zählende Padberg (437,5 m).

### Naturräumliche Zuordnung
Laut dem Handbuch der naturräumlichen Gliederung Deutschlands (des ehemaligen Instituts für Landeskunde) gehört der Barnacken in der naturräumlichen Haupteinheitengruppe Oberes Weserbergland (Nr. 36), in der Haupteinheit Egge-Gebiet (363) und in der Untereinheit Egge (363.1) zum Naturraum Horner Egge (363.10). Nach Westen fällt seine Landschaft in Richtung des Schlangener Forsthauses Kreuzkrug in den zur Haupteinheitengruppe Unteres Weserbergland (Nr. 53), in der Haupteinheit Bielefelder Osning (530) und in der Untereinheit Osning-Kamm (530.1) in den Naturraum Lipper Wald (530.12) ab – somit leitet sie in den Teutoburger Wald über.
Wegen vorgenannter Zugehörigkeit zum Eggegebiet würde der (meist zum Teutoburger Wald gezählte) Barnacken die zweithöchste Erhebung des Eggegebirges darstellen. Nach dieser Definition sind die Thune (dort Strothe genannt) und Bundesstraße 1 die Grenze zum jeweils nach Süden gerichteten Eggegebirge bzw. Westlichen Eggevorland, die sich östlich des Barnackens über den Sattel der Rhein-Weser-Wasserscheide, das Tal des Zangenbachs (s. Wasserscheide und Fließgewässer) und von dort nordwestwärts über den Knickenhagen (314,1 m), entlang der Externsteine noch bis zum Bärenstein (318,1 m) fortsetzt. Mit dem Bärenstein nördlich des Barnacken beginnt der Hauptkamm des von dort überwiegend südwärts gerichteten Eggegebirges, der hier gegen den des Bielefelder Osnings leicht nach Osten verschoben ist.
Demgegenüber ordnet den Barnacken das Bundesamt für Naturschutz (BfN) dem Bielefelder Osning (Osning ist ein alter Name des Teutoburger Waldes), dem südöstlichen Kamm des Teutoburger Waldes, zu, was auch der Orographie, der landläufigen Einordnung und der oben beschriebenen geographischen Lage entspricht. Die Zuordnung des Barnacken ist eine der ganz wenigen Grenzziehungen, in welchen das BfN von den Grenzen der Bundesanstalt abweicht.

### Berghöhe und Höhenangaben
Der Barnacken ist 446,4 m hoch. Auf topographischen Karten ist wenige Meter östlich des Berggipfels ein trigonometrischer Punkt auf 446,1 m Höhe und sind im Westen der Gipfelregion zwei Höhenangaben verzeichnet: 444,8 m und 442,9 m. 310 m westlich des Berggipfels liegt auf 440,8 m Höhe ein Waldwegabzweig.

### Wasserscheide und Fließgewässer
Über den Barnacken verläuft ein Nordteil der Rhein-Weser-Wasserscheide, die 6,5 km weiter nordwestlich in die Ems-Weser-Wasserscheide übergeht. Das Wasser aller Fließgewässer, die südwestlich des Barnackens entspringen, mündet früher oder später in die Lippe und damit in den Rhein. Demgegenüber entwässert die Nordflanke durch die Werre und die Ostflanke durch die Emmer zur Weser.
Nördlich des Barnackens entspringt die Wiembecke, die vom östlich des Bergs verlaufenden Zangenbach gespeist wird, nordostwärts durch Horn fließt und in den Werre-Zufluss Berlebecke mündet. Wenige Kilometer ostsüdöstlich des Bergs fließt jenseits des Zangenbachtals der Silberbach, der nordostwärts durch Veldrom nach Leopoldstal verläuft und in den Emmer-Zufluss Heubach mündet. Am südöstlich im Eggegebirge gelegenen Breitehals, jenseits der B 1 (s. u. Verkehr und Wandern), entspringt die Thune (Strothe), welche die Südausläufer des Barnackens passiert und in Nordost-Südwest-Richtung entlang der B 1 verläuft und weiter südwestlich in die Lippe mündet.
Orographisch ist der an der B 1 zwischen den Ortschaften Schlangen mit dem Strothetal und Horn mit dem Zangenbachtal gelegene Sattel der Wasserscheide, die hier 319,8 m Höhe erreicht, deren weithin niedrigste Scharte, da der Kamm nach Nordwesten für immerhin 7 km, nach Süden gar für über 30 km oberhalb dieser Höhe bleibt.

## Landschaftsschutz
Auf dem Barnacken liegen Teile des Landschaftsschutzgebiets (LSG) Egge-Gebiet und Lipper Bergland mit Bielefelder Osning, Paderborner Hochfläche und Hellwegbörden (CDDA-Nr. 555549741; 81,83 km²), an das sich im unteren Teil seiner Nordostflanke solche des LSG Krebsbachtal (-Nr. 555549748; 40 ha) anschließen.

## Sehenswürdigkeiten
Nahe dem Barnacken befinden sich diese Ausflugsziele und Sehenswürdigkeiten:
- Externsteine, markante Sandstein-Felsformation bei Holzhausen-Externsteine (zu Horn Bad Meinberg)
- Fürstenallee, historischer Abschnitt der heutigen Landesstraße 937, südlich der Gauseköte
- Gauseköte, Passhöhe an der Landesstraße 937 zwischen Berlebeck und Oesterholz
- Hermannsdenkmal, 1838 bis 1875 erbautes Denkmal bei Detmold-Hiddesen
- Velmerstot (ca. 464 m), höchster Berg im Eggegebirge in den Gemarkungen von Horn-Bad Meinberg und Steinheim
- Ruine Falkenburg, Ruine einer 1190 bis 1194 erbauten Burg bei Detmold-Berlebeck
- Silberbachtal, ostsüdöstlich vom Barnacken

## Verkehr und Wandern
Der Barnacken wird von der Bundesstraße 1 passiert, die aus Richtung Nordosten von Horn kommend östlich von ihm den Zangenbach kreuzt, südöstlich des Bergs über den Sattel der Rhein-Weser-Wasserscheide führt und südlich von ihm abwärts entlang des Bachs Thune (Strothe) in Richtung Südwesten nach Kohlstädt verläuft. Vom Wasserscheiden-Sattel führen Waldwege und -pfade zum Barnacken, unter anderem solche, die vom etwas nordöstlich des Berges verlaufenden Europäischen Fernwanderweg E1 kommen.